# Venera 4
Venera 4 (em russo: Венера-4) foi uma sonda espacial soviética do Programa Vênera.
A Venera 4 foi lançada de um Sputnik Tyazheliy (67-058B) em direção ao planeta Vénus com a missão de estudar a atmosfera local. Em 18 de Outubro de 1967, a nave espacial entrou na atmosfera venusiana e libertou dois termômetros, um barómetro, um rádio-altímetro, um indicador da densidade atmosférica, 11 analisadores de gases e dois rádio-transmissores que operavam na banda DM.. 
O módulo principal, que transportou a cápsula para Vénus, incluía um magnetómetro, detectores de raios cósmicos, indicadores de hidrogénio e oxigénio e aparelhos para coleta de partículas carregadas. Foram enviados sinais da nave espacial, que abrandou e libertou um sistema de paraquedas depois de entrar na atmosfera venusiana, a uma altitude de 24,96 quilómetros.  Venera-4 foi a primeira sonda a realizar com sucesso a análise do ambiente de outro planeta. Foi também a primeira sonda a pousar em outro planeta.
Venera 4 realizou a primeira análise química da atmosfera venusiana, mostrando que Vénus tem principalmente dióxido de carbono com uma pequena porcentagem de azoto e abaixo de um por cento de oxigénio e vapor de água. Também foi ela que detectou que Vênus tinha um campo magnético fraco e sem radiação. A camada atmosférica exterior continha muito pouco hidrogênio e oxigênio não atômico. A sonda enviou as primeiras medições diretas provando que Vênus foi extremamente quente, que a atmosfera era muito mais densa do que a esperada, e que Vênus tinha perdido a maior parte da sua água há muito tempo.